# 이시다 이라
이시다 이라(石田 衣良, 1960년 3월 28일 ~ )는 일본의 소설가이다. 본명은 이시다이라 쇼이치(石平 庄一)이다. 필명의 유래는 성인 이시다이라를 성과 이름으로 나눈 것이다.

## 생애
1960년 도쿄도 에도가와구에서 태어났다. 위로 누나가 2명이 있다. 어렸을 때부터 책 읽는 것을 좋아해서 매주 4권씩 도서관에서 책을 빌려서 읽었고, 그것도 모자라면 단행본을 구입해서 읽었다. 15살 때 SF와 미스테리 장르를 좋아해서 관련 서적을 독파했는데, 특히 아서 C 클라크와 아이작 아시모프를 좋아했다. 1978년 세이케이 대학 경제학부에 입학해서 1983년에 졸업했다. 대학 졸업 후 무직 상태로 있었지만 어머니가 돌아가신 후 취직하기로 결심했고, 광고 대행사에 카피라이터로 재직했다가 33살부터 프리랜서 카피라이터로 활동한다.
36살 때 어린시절부터 꿈이었던 소설가가 되기로 결심하고, 수많은 신인상에 응모한다. 1997년 《이케부쿠로 웨스트 게이트 파크》로 올요미모노 추리소설 신인상에 수상한다. 이후 《4teen》로 제 129회 나오키 상을 수상한다.

## 작품 목록

### 이케부쿠로 웨스트 게이트 파크 시리즈
- 1998년 《이케부쿠로 웨스트 게이트 파크》
- 2000년 《소년 계수기》
- 2002년 《뼈의 소리》
- 2003년 《전자의 별》
- 2005년 《자살 반대 클럽》
- 2006년 《회색의 피터팬》

### 그 외 소설
- 1999년 《아름다운 아이》
- 1999년 《엔젤》
- 2001년 《렌트》 (원제: 娼年)
- 2001년 《빅 머니》 (원제: 波のうえの魔術師 파도 위의 마술사[*])
- 2002년 《슬로 굿바이》
- 2003년 《4teen 포틴》
- 2003년 《Last》
- 2004년 《1파운드의 슬픔》
- 2004년 《푸른 비상구》 (원제: 約束)
- 2004년 《블루 타워》
- 2004년 《도쿄 아키하바라》 (원제: アキハバラ@DEEP)
- 2005년 《도쿄 돌》
- 2006년 《잠들지 않는 진주》
- 2006년 《시모키타 선데이즈》
- 2006년 《아름다운 13월의 미오카》 (원제: 美丘)
- 2008년 《5학년 3반 료타 선생님》
- 2009년 《6teen 식스틴》
- 2009년 《스무살을 부탁해》 (원제: SHUKATSU!)

## 영상화 된 작품
- 《이케부쿠로 웨스트 게이트 파크》 (2000년 2월에 TBS에서 구도 간쿠로 각본으로 드라마화.)
- 《빅 머니》 (2002년 4월에 후지 TV에서 드라마화.)
- 《4teen》 (2004년 7월 25일 WOWOW 드라마 W에서 드라마화.)
- 《아키하바라@딥》 (2006년 6월에 TBS에서 드라마화, 같은 해 9월에 영화화.)
- 《시모키타 선데이즈》 (2006년 7월에 TV 아사히에서 드라마화.)
- 《아름다운 13월의 미오카》 (2010년 7월에 NTV에서 《미오카: 네가 있던 날들》로 드라마화.)